# Cutervodesmus bordoni
Cutervodesmus bordoni är en mångfotingart som först beskrevs av Ionel Grigore Tabacaru 1996.  Cutervodesmus bordoni ingår i släktet Cutervodesmus och familjen Fuhrmannodesmidae. Inga underarter finns listade i Catalogue of Life.